# Vera van Appeldorn
Vera van Appeldorn (* 20. Jahrhundert) ist eine deutsche Filmeditorin.
Vera van Appeldorn studierte nach ihrem Abitur 1986 Anglistik und Theaterwissenschaft in Hamburg und Köln. Ab Anfang der 1990er-Jahre wurde sie Schnitt-Assistentin bei Filmen wie Happy Birthday, Türke! und Rennschwein Rudi Rüssel. Seit 1995 arbeitet sie als eigenständige Filmeditorin; seit 2004 ist sie fest angestellt beim Bayerischen Rundfunk. Sie wirkt vor allem häufig bei den Krimireihen Tatort und Polizeiruf 110 mit, wo sie bei über 20 Folgen für den Schnitt verantwortlich war. Besonders häufig hat sie mit den Regisseuren Kaspar Heidelbach, Martin Gies und Peter Fratzscher zusammengearbeitet.

## Filmografie (Auswahl)
- 1996: Nach uns die Sintflut – Regie: Sigi Rothemund
- 1997: Dumm gelaufen – Regie: Peter Timm
- 1998: Wilsberg: In alter Freundschaft – Regie: Dennis Satin
- 1998: Tatort: Streng geheimer Auftrag – Regie: Markus Fischer
- 1999: Ich schenk dir meinen Mann – Regie: Karola Hattop
- 1999: Stan Becker (Fernsehserie, Folge Echte Freunde) – Regie: Kaspar Heidelbach
- 1999: Tatort: Kinder der Gewalt – Regie: Ben Verbong
- 1999: Tatort: Drei Affen – Regie: Kaspar Heidelbach
- 2000: Tatort: Die Frau im Zug – Regie: Martin Gies
- 2001: Tatort: Bestien – Regie: Kaspar Heidelbach
- 2002: Die Katzenfrau – Regie: Martin Enlen
- 2002: Tatort: Schlaf, Kindlein, schlaf – Regie: Peter Fratzscher
- 2002: Verhexte Hochzeit – Regie: Kaspar Heidelbach
- 2002: Tatort: Rückspiel – Regie: Kaspar Heidelbach
- 2003: Pfarrer Braun – Der siebte Tempel (Fernsehserie) – Regie: Martin Gies
- 2003: Pfarrer Braun – Das Skelett in den Dünen – Regie: Martin Gies
- 2003: Ein Trick zuviel – Regie: Peter Schulze-Rohr
- 2003: Tatort: Das Phantom – Regie: Kaspar Heidelbach
- 2003: Die Schönste aus Bitterfeld – Regie: Matthias Tiefenbacher
- 2004–2005: Verschollen (Fernsehserie, 10 Folgen)
- 2005: Brücke zum Herzen – Regie: Martin Gies
- 2005: Tatort: Schneetreiben – Regie: Tobias Ineichen
- 2007: Reife Leistung! – Regie: Martin Gies
- 2007: Tatort: Der Finger – Regie: Peter Fratzscher
- 2007: Gwendolyn – Regie: Stefanie Sycholt
- 2008: Polizeiruf 110: Wie ist die Welt so stille – Regie: Alain Gsponer
- 2009: Hanna und die Bankräuber – Regie: Carolin Otterbach
- 2009: Tatort: Um jeden Preis – Regie: Peter Fratzscher
- 2010: Polizeiruf 110: Die Lücke, die der Teufel lässt – Regie: Lars Montag
- 2011: Tatort: Jagdzeit – Regie: Peter Fratzscher
- 2012: Tatort: Der traurige König – Regie: Thomas Stiller
- 2012: Herbstkind – Regie: Petra K. Wagner
- 2012: Polizeiruf 110: Fieber – Regie: Hendrik Handloegten
- 2013: Tatort: Macht und Ohnmacht – Regie: Thomas Stiller
- 2013: Polizeiruf 110: Kinderparadies – Regie: Leander Haußmann
- 2013: Tatort: Allmächtig – Regie: Jochen Alexander Freydank
- 2014: Tatort: Das verkaufte Lächeln – Regie: Andreas Senn
- 2016: Tatort: Das Recht, sich zu sorgen – Regie: Andreas Senn
- 2017: Polizeiruf 110: Nachtdienst – Regie: Rainer Kaufmann
- 2017: Tatort: Die Liebe, ein seltsames Spiel – Regie: Rainer Kaufmann
- 2018: Tatort: Ich töte niemand – Regie: Max Färberböck
- 2018: Tatort: Freies Land – Regie: Andreas Kleinert
- 2019: Tatort: Die ewige Welle – Regie: Andreas Kleinert
- 2019: Polizeiruf 110: Der Ort, von dem die Wolken kommen – Regie: Florian Schwarz
- 2021: Für immer Eltern – Regie: Florian Schwarz
- 2021: Tatort: Wunder gibt es immer wieder
- 2023: Polizeiruf 110: Paranoia